# Langlö
Langlö är en ö i Finland. Den ligger i Finska viken och i kommunen Ingå i den ekonomiska regionen  Raseborg i landskapet Nyland, i den södra delen av landet. Ön ligger omkring 60 kilometer sydväst om Helsingfors.
Öns area är 17,6 hektar och dess största längd är 0,9 kilometer i öst-västlig riktning. Ön höjer sig omkring 25 meter över havsytan.